# 더 패키지 (1989년 영화)
더 패키지(The Package)는 미국에서 제작된 앤드루 데이비스 감독의 1989년 스릴러 영화이다. 진 핵크만 등이 주연으로 출연하였고 비벌리 J. 캄히 등이 제작에 참여하였다. 방영명은 패키지이다.

## 출연

### 주연
- 진 핵크만
- 조안나 캐시디
- 토미 리 존스

### 조연
- 데니스 프랜즈
- 레니 샌토니
- 팜 그리어
- 셸시 로스

## 제작진
- 공동제작: 앤드루 데이비스
- 공동제작: 데니스 하거티
- 미술: 미첼 레베스크
- 의상: 마릴린 밴스
- 배역: 루이스 디지아이모
- 배역: 리처드 S. 코르도스
- 배역: 난 샤보노